# BV Fortuna Straubing
Der Billard-Verein Fortuna Straubing 1975 e. V. ist ein Billardverein aus Straubing. Die erste Poolbillardmannschaft des 1986 durch die Fusion der Billardvereine Billardfreunde Straubing und Schwarze 8 Straubing entstandenen Vereins spielt seit 2013 in der 1. Bundesliga. Im Snooker ist er seit 2010 in der Bayernliga vertreten.

## Geschichte

### Billardfreunde Straubing
Die Billardfreunde Straubing wurden am 24. Oktober 1975 von zwölf Spielern gegründet, die in zwei unterschiedlichen Spiellokalen privat Billard spielten. Schon in der ersten Saison konnte der Verein die Mannschaftsmeisterschaft sowie den 8-Ball-Pokal des oberpfälzischen Poolbillardverbands gewinnen. In der Saison 1976/77 verteidigte er beide Titel und nahm erstmals an der Qualifikation zur deutschen Meisterschaft teil. Hier unterlag man jedoch dem späteren deutschen Meister Moers. Auch in der darauf folgenden Saison gewannen die BF Straubing die oberpfälzische Meisterschaft und den oberpfälzischen Pokal. Bei der deutschen Mannschaftsmeisterschaft erreichte der Verein den neunten Platz und im deutschen 8-Ball-Pokal den zehnten Platz. Im Sommer 1978 zog der Verein erstmals in ein eigenes Vereinsheim. Es war bereits der vierte Wechsel des Spiellokals. Auch in der Saison 1978/79 gewann der Verein die Mannschaftsmeisterschaft, im Pokal belegte man den zweiten Platz. Im folgenden Jahr wurden wieder beide Titel gewonnen. 1980/81 gewann man den Pokalwettbewerb und wurde hinter Schwarze 8 Straubing Zweiter im 8-Ball und im 14/1 endlos. Ein Jahr später gewann der Verein alle drei Titel und erreichte bei der deutschen Meisterschaft in Kerpen den fünften Platz. In der Saison 1982/83 zogen die BF Straubing aus finanziellen Gründen in ein gemeinsames Spiellokal mit Schwarze 8 Straubing. Die Billardfreunde gewannen außerdem alle drei Mannschaftsmeisterschaften des oberpfälzischen Billardverbandes und belegten beim deutschen 8-Ball-Pokal den dritten Platz. In der ersten Saison der 14/1-endlos-Bundesliga, 1983/84, belegte der Verein den achten Platz. Darüber hinaus wurde der Verein in diesem Jahr erstmals deutscher 8-Ball-Meister. Auch 1984/85 belegte er den achten Platz der 14/1-endlos-Bundesliga. Bei der deutschen 8-Ball-Meisterschaft 1986 belegten die Billardfreunde den dritten Platz. Der damals 13-jährige Bernd Jahnke gewann außerdem alle drei Titel bei der deutschen Jugendmeisterschaft.

### BV Fortuna Straubing
| Platzierungen seit 2001 | Platzierungen seit 2001 | Platzierungen seit 2001 |
| Saison                  | Liga (Spielklasse)      | Platz                   |
| ----------------------- | ----------------------- | ----------------------- |
| 2001/02                 | Bezirksliga 2 (6)       | 1                       |
| 2002/03                 | Bezirksoberliga (5)     | 4                       |
| 2003/04                 | Bezirksoberliga (5)     | 1                       |
| 2004/05                 | Landesliga Nord (4)     | 1                       |
| 2005/06                 | Bayernliga (3)          | 1                       |
| 2006/07                 | 2. Bundesliga Süd (2)   | 1                       |
| 2007/08                 | 1. Bundesliga (1)       | 4                       |
| 2008/09                 | 1. Bundesliga (1)       | 3                       |
| 2009/10                 | 1. Bundesliga (1)       | 3                       |
| 2010/11                 | 1. Bundesliga (1)       | 7                       |
| 2011/12                 | 2. Bundesliga Süd (2)   | 2                       |
| 2012/13                 | 2. Bundesliga Süd (2)   | 1                       |
| 2013/14                 | 1. Bundesliga (1)       | 3                       |
| 2014/15                 | 1. Bundesliga (1)       | 4                       |
| 2015/16                 | 1. Bundesliga (1)       | 5                       |
| 2016/17                 | 1. Bundesliga (1)       | 4                       |
| 2017/18                 | 1. Bundesliga (1)       |                         |

Am 1. November 1986 fusionierten die Billardfreunde Straubing und Schwarze 8 Straubing zum BV Fortuna Straubing. 1988 wurde die Jugendmannschaft um Jugendeuropameister Bernd Jahnke deutscher Jugendmeister.
Ab der Saison 1988/89 nahm Fortuna Straubing mit einer Mannschaft an der 14/1 endlos-Bundesliga teil und erreichte dort den zweiten Platz.
In der ersten Saison der Poolbillard-Bundesliga, 1990/91, belegte er den sechsten Platz. 1991/92 wurde man hinter dem 1. PBC Leverkusen deutscher Vizemeister. Im Januar 1993 wurde die Bundesligamannschaft abgemeldet, nachdem Bernd Jahnke und Thomas Hasch den Verein verlassen hatten. Im Juli 1993 zog der Verein in sein heutiges Vereinsheim im Sport Krüger. In der Saison 1994/95 folgte der Abstieg aus der Oberliga. In den folgenden Jahren stieg man bis in die Bezirksliga ab. In der Saison 2001/02 erreichte die Mannschaft dort den ersten Platz und stieg somit in die Bezirksoberliga auf. Nachdem man dort 2003 auf den vierten Platz gekommen war, gelang es Fortuna Straubing mit drei Aufstiegen in Folge in die 2. Bundesliga aufzusteigen. Dort erreichte man 2007 den ersten Platz und schaffte damit den vierten Aufstieg in Folge. In der 1. Bundesliga kam die Mannschaft 2008 auf den vierten Platz sowie 2009 und 2010 auf den dritten Platz, bevor in der Saison 2010/11 der Abstieg in die 2. Bundesliga folgte. In der Saison 2011/12 verpasste man als Zweiter, einen Punkt hinter dem BSF Kurpfalz, knapp den direkten Wiederaufstieg. Ein Jahr später wurde man mit sechs Punkten Vorsprung auf den 1. PBC Sankt Augustin Meister der zweiten Liga und stieg somit wieder in die 1. Bundesliga auf. In der Saison 2013/14 erreichte die Mannschaft dort den dritten Platz, nur einen Punkt hinter dem Deutschen Meister BC Oberhausen. Ein Jahr später wurde man Vierter, 2016 Fünfter.
In der Saison 2016/17 belegten die Straubinger erneut den vierten Platz.

#### Zweite Mannschaft
| Platzierungen seit 2001 | Platzierungen seit 2001 | Platzierungen seit 2001 |
| Saison                  | Liga (Spielklasse)      | Platz                   |
| ----------------------- | ----------------------- | ----------------------- |
| 2001/02                 | Bezirksliga 2 (6)       | 7                       |
| 2002/03                 | Bezirksliga 2 (6)       | 7                       |
| 2003/04                 | Bezirksliga 2 (6)       | 7                       |
| 2004/05                 | Kreisliga A 2 (7)       | 2                       |
| 2005/06                 | Bezirksliga 2 (6)       | 1                       |
| 2006/07                 | Bezirksoberliga 2 (5)   | 3                       |
| 2007/08                 | Bezirksoberliga 2 (5)   | 1                       |
| 2008/09                 | Landesliga Nord (4)     | 1                       |
| 2009/10                 | Bayernliga (4)          | 5                       |
| 2010/11                 | Bayernliga (4)          | 7                       |
| 2011/12                 | Bayernliga (4)          | 1                       |
| 2012/13                 | Regionalliga Süd (3)    | 2                       |
| 2013/14                 | Regionalliga Süd (3)    | 1                       |
| 2014/15                 | 2. Bundesliga Süd (2)   | 1                       |
| 2015/16                 | 2. Bundesliga Süd (2)   | 2                       |
| 2016/17                 | Oberliga Nord (4)       | 1                       |
| 2017/18                 | Regionalliga Süd (3)    |                         |

Die zweite Mannschaft des BV Fortuna Straubing wurde in der Saison 1990/91 erstmals Meister der Oberliga. Nachdem die erste Mannschaft 1993 aus der 1. Bundesliga abgemeldet wurde, übernahm diese den Oberliga-Startplatz der zweiten Mannschaft, die somit mehrere Ligen abstieg.
2004 stieg die zweite Mannschaft in die Kreisliga A ab, nachdem sie in den beiden Spielzeiten zuvor jeweils knapp den Klassenerhalt geschafft hatte. Anschließend folgten drei Aufstiege in vier Jahren. In der Saison 2008/09 erreichte man den ersten Platz in der Landesliga, verzichtete jedoch auf den Startplatz in der neu eingeführten Regionalliga und spielte fortan in der Bayernliga. Dort wurde die Mannschaft 2010 Fünfter und schaffte 2011 als Siebter nur knapp den Klassenerhalt, bevor in der Saison 2011/12 mit dem ersten Platz der Aufstieg in die Regionalliga gelang. Nachdem man in der ersten Regionalliga-Saison Zweiter geworden war, erreichte man in der Saison 2013/14 ungeschlagen den ersten Platz und stieg somit in die 2. Bundesliga auf. Dort kam die Mannschaft 2015 punktgleich mit dem 1. PBC Neuwerk auf den ersten Platz. Nach der Saison 2015/16, in der man einen Punkt hinter dem 1. PBC Karben Zweiter geworden war, zog der Verein seine zweite Mannschaft in die viertklassige Oberliga zurück.
In der folgenden Spielzeit erreichte das Team in der Nordstaffel den ersten Platz und setzte sich anschließend im Aufstiegs-Play-Off mit 4:0 gegen den BSC Füssen durch.

#### Snooker
| Platzierungen seit 2000 | Platzierungen seit 2000 | Platzierungen seit 2000 |
| Saison                  | Liga (Spielklasse)      | Platz                   |
| ----------------------- | ----------------------- | ----------------------- |
| 2000/01                 | Bezirksliga Ost (4)     | 1                       |
| 2001/02                 | Bezirksliga Ost (4)     | 1                       |
| 2002/03                 | Bezirksliga Ost (4)     | 3                       |
| 2003/04                 | Bezirksliga 2 (4)       | 1                       |
| 2004/05                 | Bezirksliga Ost (4)     | 1                       |
| 2005/06                 | Bezirksliga A (4)       | 1                       |
| 2006/07                 | Bayernliga (3)          | 4                       |
| 2007/08                 | Bayernliga (3)          | 8                       |
| 2008/09                 | Landesliga 2 (4)        | 4                       |
| 2009/10                 | Landesliga 2 (4)        | 5                       |
| 2010/11                 | Oberliga Bayern (3)     | 7                       |
| 2011/12                 | Oberliga Bayern (3)     | 2                       |
| 2012/13                 | Oberliga Bayern (3)     | 2                       |
| 2013/14                 | Bayernliga (3)          | 1                       |
| 2014/15                 | Bayernliga (3)          | 1                       |
| 2015/16                 | Bayernliga (3)          | 1                       |
| 2016/17                 | Bayernliga (3)          | 1                       |
| 2017/18                 | Bayernliga (3)          |                         |

In der Saison 1994/95 wurde die Snooker-Mannschaft von Fortuna Straubing erstmals Bayerischer Meister und kam bei der Deutschen Meisterschaft auf den zweiten Platz. 1997 belegte die Mannschaft bei der Deutschen Meisterschaft den dritten Platz, ein Jahr wurde sie Deutscher Meister. In der Saison 1998/99 wurde die Mannschaft aus der neu eingeführten Snooker-Bundesliga abgemeldet, nachdem zwei Spieler den Verein verlassen hatten.
Von 2001 bis 2005 erreichte Fortuna Straubing viermal den ersten Platz in der Bezirksliga und verpasste in der Relegation den Aufstieg in die Bayernliga. Dies gelang der jedoch Mannschaft 2006 nach einer weiteren Bezirksliga-Meisterschaft. In der Saison 2007/08 kam man in der Bayernliga auf den achten Platz und stieg somit in die Landesliga ab. Nachdem die Mannschaft dort 2009 den vierten Platz erreicht hatte, stieg sie mit dem fünften Platz in der Saison 2009/10 in die Oberliga auf. In der folgenden Saison gelang der Mannschaft mit dem siebten Platz nur knapp der Klassenerhalt, auf den 2012 und 2013 der zweite Platz folgte. In der Saison 2013/14 erreichte man mit neun Punkten Vorsprung auf den PSC Kaufbeuren den ersten Platz in der Bayernliga, verpasste aber in der Relegation den Aufstieg in die 2. Bundesliga. In der darauffolgenden Saison gewann die Mannschaft in der Bayernliga alle 14 Saisonspiele, nahm jedoch nicht an der Aufstiegsrunde teil. In den Spielzeiten 2015/16 und 2016/17 belegte man mit jeweils einer Saisonniederlage den ersten Platz und verzichtete auf die Teilnahme an den Aufstiegsspielen.

## Aktuelle und ehemalige Spieler
(Auswahl)
- Benjamin Baier
- Jakob Belka
- Antonio Benvenuto
- Nick van den Berg
- Michael Betzinger
- Rudolf Binder
- Alois Bräu
- Markus Buck
- Sascha Diemer
- Thomas Dörfler
- Patrick Einsle
- Adrian Gaska
- Kamil Gaska
- Michal Gavenčiak
- Wilhelm Georg
- Thomas Hasch
- Klaus Hermann
- Tobias Hoiß
- Bernd Jahnke
- Franz Krinner
- Christoph Neumayer
- Christian Reimering
- Soner Sari
- Florian Schwaiger
- Dirk Schwedes
- Stephan Ullmann
- Christian Weigoni